# Schwarzhofen
Schwarzhofen är en kommun och ort i Landkreis Schwandorf i Regierungsbezirk Oberpfalz i förbundslandet Bayern i Tyskland.
Köpingen ingår i kommunalförbundet Neunburg vorm Wald tillsammans med köpingen Neukirchen-Balbini samt kommunerna Dieterskirchen och Thanstein.